# Moody Blue
Moody Blue – ostatni album Elvisa Presleya, wydany za jego życia. Był mieszaniną utworów, częściowo pochodzących z koncertów, a częściowo nagranych w studiu RCA w 1976 r. Z tej sesji nagraniowej pochodzi m.in. tytułowa piosenka Moody Blue oraz utwór Way Down, który stał się przebojem dopiero po śmierci Elvisa, czyli niecały miesiąc po wydaniu albumu. W styczniu 1977 r. RCA i producent Felton Jarvis zarezerwowali w Nashville studio nagraniowe. W czasie tej sesji Elvis miał nagrać nowe utwory do albumu. Z pomocą Jarvisa wybrał kilka piosenek, z których większość była w stylu country i uptempo. Jednak Elvis na sesję nigdy nie przyszedł, twierdząc, że był chory i musiał pozostać w domu (to usprawiedliwienie, które często używał w latach 60., gdy chciał uniknąć nagrań marnych ścieżek dźwiękowych do swoich filmów). W tej sytuacji RCA nie miała dostatecznie dużo nowego materiału, by skompletować album. Większość studyjnych nagrań Elvisa z 1976 r. została już wykorzystana na wcześniejszej płycie, From Elvis Presley Boulevard, Memphis, Tennessee, więc zdecydowano się użyć piosenek zarejestrowanych 24 kwietnia 1977 r. w czasie koncertu w Ann Arbor. Wśród nich było Let Me Be There wydane trzy lata wcześniej na innej płycie, oraz Unchained Melody, które po śmierci artysty wydano jako singiel.
Na początku 1977 r. ukazał się singiel z piosenką Moody Blue, który dotarł na pierwsze miejsce listy Billboard Country Singles Chart. Kilka miesięcy później wyszedł drugi singiel Way Down, jednak nie odniósł już takiego sukcesu. Dopiero po śmierci Elvisa został doceniony i poszybował w górę na 18 miejsce list przebojów (w Wielkiej Brytanii znalazł się na pierwszym). Album odniósł wielki sukces, głównie za sprawą śmierci jego wykonawcy, jednak jeszcze za jego życia był wysoko w rankingach. Wydana w lipcu 1977 r. płyta, miesiąc później był na szczycie listy najlepszych albumów.
Wytwórnia RCA postanowiła wydać album na niebieskim winylu, tak żeby pasował do tytułu. Ponieważ kolorowy winyl był stosunkowo rzadki, i prawie nigdy nie był wydawany na szerszą skalę, to wprowadzało kolekcjonerów w błąd, którzy sądzili, że to kolekcjonerskie wydanie Moody Blue. Tymczasem ukazało się ono jeszcze przed śmiercią Elvisa, na standardowym czarnym winylu.

## Lista utworów
| 1.  | Unchained Melody (Alex North, Hy Zaret)            | 2:36  |
|     |                                                    |       |
| 2.  | If You Love Me (Let Me Know) (John Rostill)        | 3:02  |
|     |                                                    |       |
| 3.  | Little Darlin (Maurice Williams)                   | 1:55  |
|     |                                                    |       |
| 4.  | He'll Have to Go (Joe Allison, Audrey Allison)     | 4:35  |
|     |                                                    |       |
| 5.  | Let Me Be There (John Rostill)                     | 3:38  |
|     |                                                    |       |
| 6.  | Way Down (Layng Martine Jr.)                       | 2:41  |
|     |                                                    |       |
| 7.  | Pledging My Love (Don Robey, Ferdinand Washington) | 2:50  |
|     |                                                    |       |
| 8.  | Moody Blue (Mark James)                            | 2:53  |
|     |                                                    |       |
| 9.  | She Thinks I Still Care (Dickey Lee Lipscomb)      | 3:54  |
|     |                                                    |       |
| 10. | It's Easy for You (Andrew Lloyd Webber, Tim Rice)  | 3:30  |
|     |                                                    |       |
|     |                                                    | 31:34 |
|     |                                                    |       |